# Palmera de dàtils
La palmera de dàtils (Phoenix dactylifera) és una planta del gènere Phoenix, de la família de les arecàcies o palmeres. També rep els noms de datiler, datilera, fasser (sobretot a Mallorca) i, simplement, palmera. Popularment també es coneix com a "palmera datilera". El seu fruit és el dàtil.

## Descripció

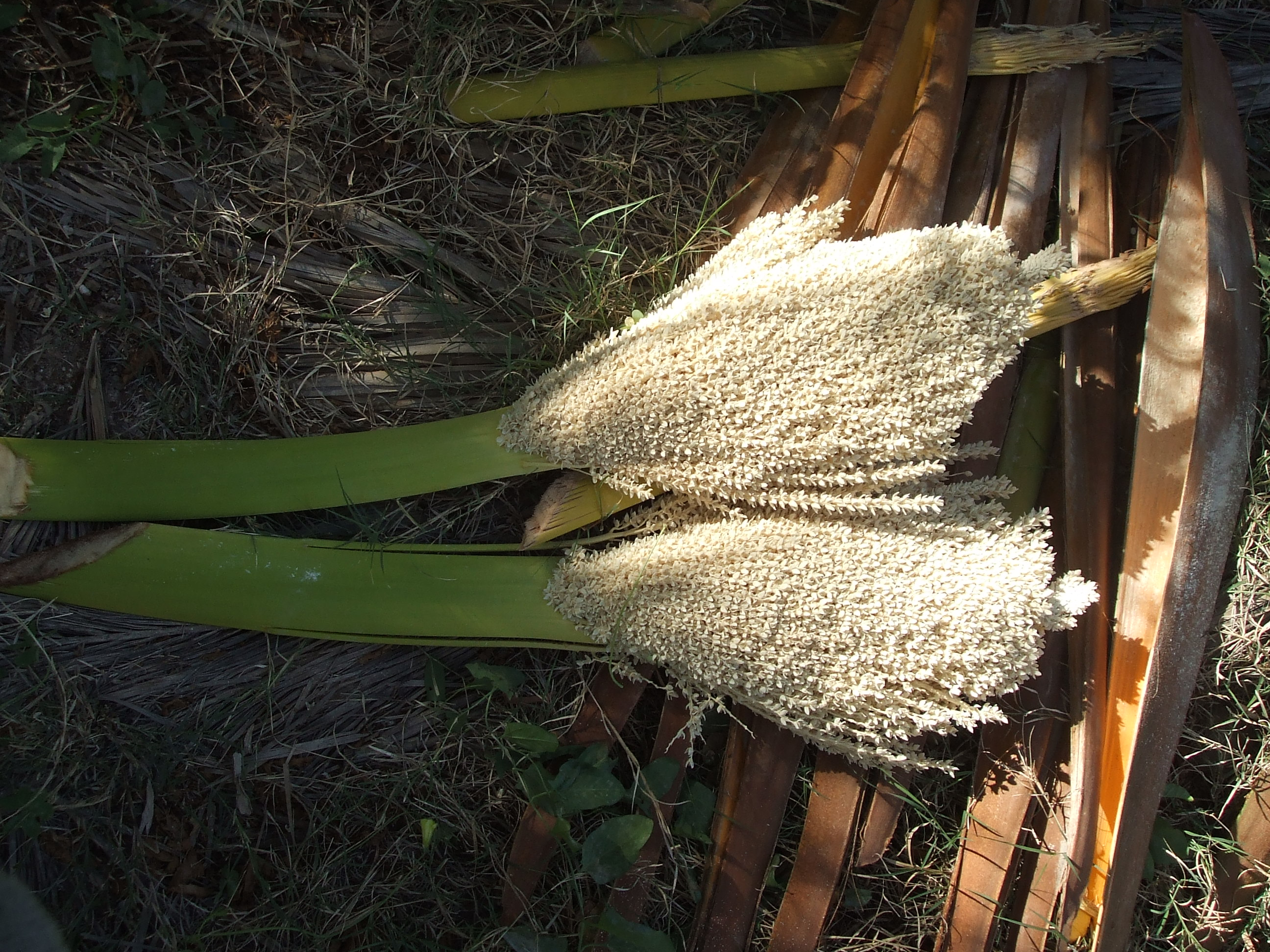
Flors d'una palmera mascle

És una palmera de 15 a 25 m d'alçada. La corona pot produir fins a 150 fulles alhora, d'entre 3 i 5 m de llargada. La circumferència de la corona d'una palmera datilera adulta pot fer entre 6 i 10 m.
Les flors se'n pol·linitzen naturalment pel vent, però en l'horticultura moderna comercial es pol·linitzen a mà. Per a la pol·linització natural calen el mateix nombre de plantes mascles i femelles. Però si es fa a mà, un mascle pot pol·linitzar fins a 50 femelles. Com que els mascles només són útils per a la pol·linització, i no fan fruit, és millor tenir pocs arbres mascles i moltes femelles.
La distribució original de la palmera datilera és desconeguda, però hom creu que era als oasis de l'Àfrica del Nord. El seu conreu començà a la part oriental d'Aràbia vers el 6000 aC i era un dels arbres conreats a l'antic Egipte.

## El dàtil

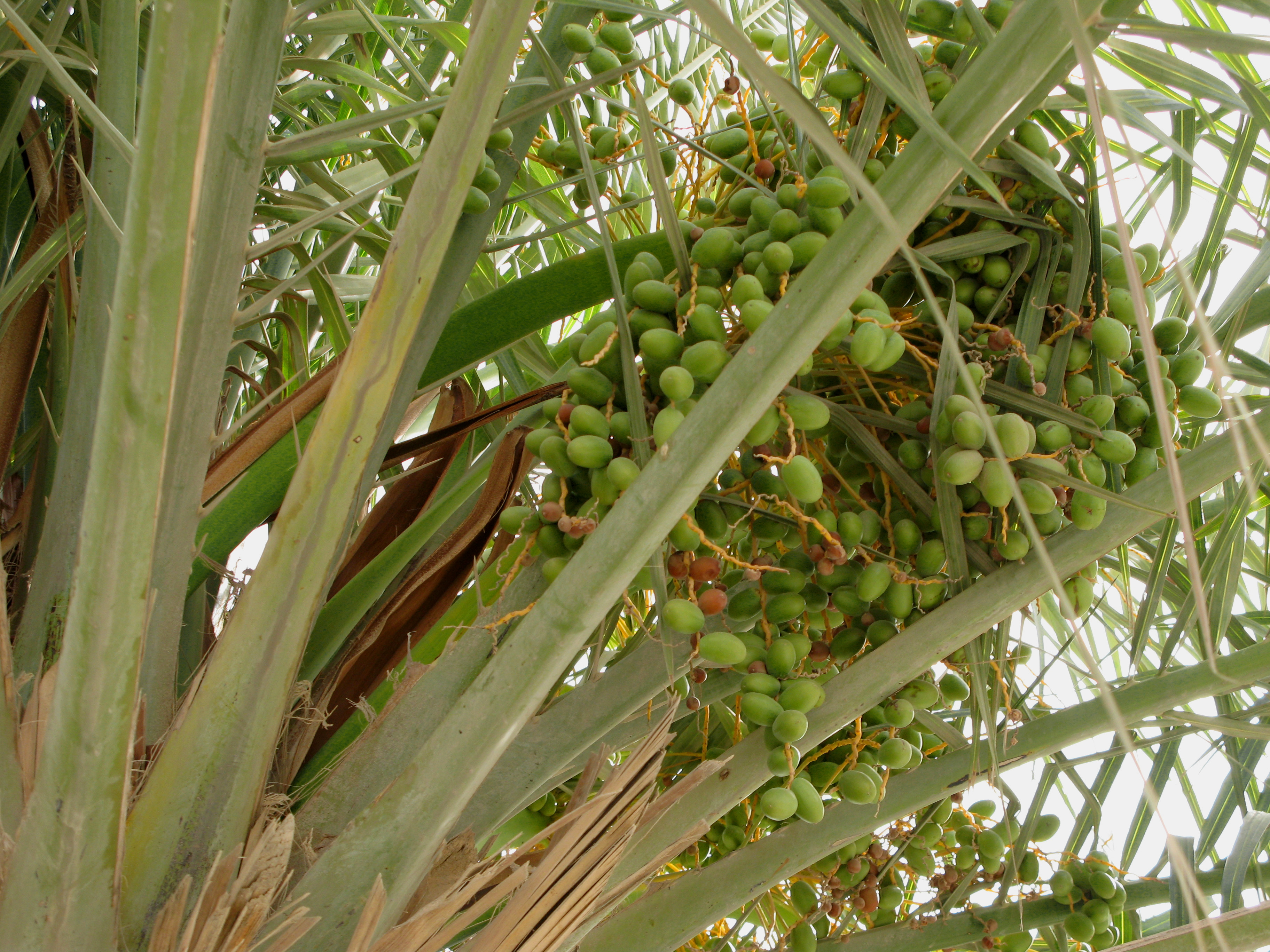
Dàtils a la palmera

El fruit, el dàtil, té una gran importància en certes zones del planeta. Per tal d'obtenir dàtils de bon calibre comercial es practica en les palmeres l'aclarida de fruita i d'inflorescències (es deixa la meitat del que n'hi havia en un principi).
En el comerç en origen es presenten, segons el contingut en humitat, dàtils suaus (destinats a l'exportació), semisecs (fruita fresca) i secs (aliment de la població autòctona i les varietats més bastes es donen al ramat).
En les tradicions de l'islam els dàtils amb llet són el primer àpat quan el sol es pon durant el Ramadà.
Els dàtils són un conreu tradicional important a l'Iraq, Aràbia, Àfrica del Nord i oest del Marroc, i s'esmenten en molts llocs de l'Alcorà. Els dàtils també són cultivats al sud de Califòrnia i Arizona, als Estats Units. La varietat principal n'és la Deglet Noor, seguida de les varietats Khadrawy, Saidy i altres.
Les varietats comercials es multipliquen vegetativament per empelt o in vitro per tal d'assegurar que els caràcters interessants passin sense modificacions a la descendència.

## Plantacions i simbolisme
A Elx, com que les palmeres datileres s'han multiplicat per llavor, no se'n poden definir varietats, ja que la multiplicació sexual dona característiques molt diferents de les de la palmera mare. Vegeu també: palmerar d'Elx.
La palmera és un arbre tradicionalment valorat entre les cultures de l'Orient Pròxim i apareix a l'escut d'Aràbia Saudita. Entre les cultures de la zona té també valor com a planta medicinal.